# Arnold von Schele

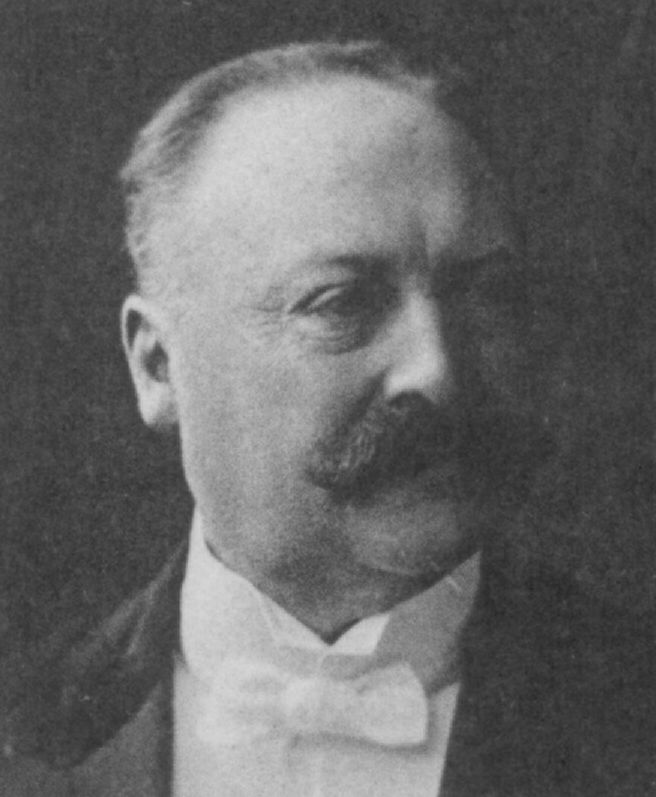
Arnold von Schele als Reichstagsabgeordneter 1912

Arnold Freiherr von Schele (* 5. Juli 1849 in Schelenburg; † 21. August 1922 ebenda) war Rittergutsbesitzer, Offizier und Mitglied des Deutschen Reichstags.

## Herkunft
Seine Eltern waren der Major a. D. und Landrat Ludwig Ernst Unico Georg von Schele (* 4. Juni 1796; † 1. Dezember 1870) (siehe Georg von Schele) und dessen dritter Ehefrau Mathilde von Landesberg (* 19. Februar 1822), Tochter des hannoverschen Generalleutnants Ludwig von Landesberg.

## Leben
Schele besuchte ab 1864 das Königlich Hannoversche Kadettenkorps. 1866 wurde er Leutnant im Königlich Hannoverschen Garde-Regiment und nahm im gleichen Jahr während des Krieges gegen Preußen an der Schlacht bei Langensalza teil. 1867 nahm er seinen Abschied und trat am 1. April 1867 als Leutnant in das 2. Grenadier-Regiment Nr. 101 der Sächsischen Armee ein. Am Krieg gegen Frankreich nahm er 1870/71 teil, wurde in der Zwischenzeit Premierleutnant und für seine Leistungen während des Krieges mit dem Eisernen Kreuz II. Klasse sowie dem Ritterkreuz I. Klasse des Albrechts-Ordens mit Schwertern ausgezeichnet. 1875 avancierte Schele zum Hauptmann und Kompaniechef. 1887 wurde er Stabsoffizier im 3. Infanterie-Regiment Nr. 102 und 1888 Bataillonskommandeur. 1891 hat er seinen Abschied als Major genommen. Danach war er Rittergutsbesitzer in Wunstorf und Stadthagen.
Ab 1892 war Schele in der Deutsch-hannoverschen Partei (Ausschuss, Zeitungskomitee) tätig und ab 1894 Mitglied des Direktoriums der Deutsch-hannoverschen Partei, ab 1908 Vorsitzender desselben. Weiter war er Mitglied des Ausschusses der Deutschen Rechtspartei ab 1894. Ab 1911 war er Mitglied des Kreistages des Landkreises Osnabrück.
Von 1898 bis 1907 und von 1912 bis 1918 war er Mitglied des Deutschen Reichstags für den Wahlkreis Hannover 7 (Nienburg, Neustadt am Rübenberge, Fallingbostel) und die Deutsch-Hannoversche Partei.
Er war Inhaber des Ritterkreuzes II. Klasse des Ernst-August-Ordens, der Langensalza-Medaille, der Kriegsdenkmünze 1870/71, des Roten Adlerordens IV. Klasse, des Kronenordens IV. Klasse sowie des Sächsischen Dienstauszeichnungskreuzes für 25-jährigen Tätigkeit.

## Familie
Schele heiratete am 2. Oktober 1875 in Dresden die Freiin Sylvie von Reibnitz (* 8. März 1853; † 22. Februar 1912). Das Paar hatte mehrere Kinder:
- Alfred Georg (* 30. Juni 1876)
- Werner Rabold (* 7. Oktober 1878)
- Mathilde Clara Luise (* 19. Dezember 1879)
- Irmgard Elfriede Johanne Hedwig Hertha Elisabeth (* 16. August 1883)
- Wilko Balduin Arnold (* 9. Januar 1887)